# Satz von Ostrowski
Der Satz von Ostrowski ist ein Lehrsatz aus dem mathematischen Gebiet der Zahlentheorie (Bewertungstheorie). Er besagt, dass jeder auf den rationalen Zahlen definierte nichttriviale Absolutbetrag entweder zur üblichen Betragsfunktion oder zu einem {\displaystyle p}-adischen Betrag äquivalent ist. 
Ein weiterer Satz von Ostrowski betrachtet Körper, die bezüglich eines archimedischen Betrages {\displaystyle |\cdot |} vollständig sind, und erkennt, dass es nur zwei Isomorphietypen gibt: {\displaystyle (\mathbb {R} ,|\cdot |)} und {\displaystyle (\mathbb {C} ,|\cdot |)}. Ostrowski selbst nannte ihn „Vollständigkeitssatz“. Der Vollständigkeitssatz von Ostrowski erscheint – im Gegensatz zum erstgenannten – seltener unter diesem Namen, mutmaßlich weil er im Satz von Gelfand-Tornheim und einer seiner Folgerungen, dem wichtigen Satz von Gelfand-Mazur, aufgegangen ist. 
Beide Sätze Ostrowskis befinden sich in derselben Veröffentlichung in den Acta Mathematica, Band 41 aus dem Jahre 1918, die mit dem Eingangsdatum „April 1916“ unterschrieben ist.

## Definitionen
Ein Absolutbetrag auf einem Körper {\displaystyle K} ist eine Abbildung
{\displaystyle \vert \cdot \vert \colon K\to \mathbb {R} }
{\displaystyle x\mapsto \vert x\vert },
die für alle {\displaystyle x,y\in K} folgende Eigenschaften erfüllt:
{\displaystyle \vert x\vert \geq 0},
{\displaystyle \vert x\vert =0\;\Leftrightarrow \;x=0} (positiv definit),
{\displaystyle \vert xy\vert =\vert x\vert \vert y\vert } (Multiplikativität),
{\displaystyle \vert x+y\vert \leq \vert x\vert +\vert y\vert } (Dreiecksungleichung).
Zwei Absolutbeträge {\displaystyle \vert \cdot \vert } und {\displaystyle \vert \cdot \vert _{*}} heißen äquivalent, wenn es eine reelle Zahl {\displaystyle c>0} gibt mit
{\displaystyle \vert x\vert ^{c}=\vert x\vert _{*}}
für alle {\displaystyle x\in K}.

## Beispiele
Der triviale Betrag:
{\displaystyle |x|_{0}:={\begin{cases}0,&{\text{für }}x=0\\1,&{\text{für }}x\neq 0.\end{cases}}}.
Die auf den reellen Zahlen definierte Betragsfunktion
{\displaystyle |x|_{\infty }:={\begin{cases}x,&{\text{für }}x\geq 0\\-x,&{\text{für }}x<0.\end{cases}}}.
Der für jede Primzahl {\displaystyle p} auf den rationalen Zahlen definierte p-adische Betrag:
{\displaystyle |x|_{p}:={\begin{cases}0,&{\text{für }}x=0\\p^{-n},&{\text{für }}x=p^{n}{\frac {a}{b}}{\text{ mit }}a,b,p{\text{ paarweise teilerfremd und }}n\in \mathbb {Z} .\end{cases}}}
Hierbei wird benutzt, dass sich jede rationale Zahl eindeutig als {\displaystyle x=p^{n}{\frac {a}{b}}} mit paarweise teilerfremden Zahlen {\displaystyle p,a,b} und {\displaystyle n\in \mathbb {Z} } darstellen lässt.
Die {\displaystyle p}-adischen Beträge erfüllen sogar die stärkere Ultra-Dreiecksungleichung
{\displaystyle \vert x+y\vert \leq \max(\vert x\vert ,\vert y\vert )}

## Satz von Ostrowski (über Beträge rationaler Zahlen)
Jeder auf den rationalen Zahlen {\displaystyle \mathbb {Q} } definierte nichttriviale Absolutbetrag
{\displaystyle \vert \cdot \vert \colon \mathbb {Q} \to \mathbb {R} }
ist entweder zur Betragsfunktion {\displaystyle \vert \cdot \vert _{\infty }} oder zu einem {\displaystyle p}-adischen Betrag {\displaystyle \vert \cdot \vert _{p}} äquivalent.

## Vollständigkeitssatz von Ostrowski (über vollständige archimedisch bewertete Körper)
Gelegentlich wird auch ein weiter Satz als Satz von Ostrowski bezeichnet: Jeder Körper, der bezüglich eines archimedischen Betrages vollständig ist, ist algebraisch und topologisch isomorph zum Körper der reellen Zahlen oder zum Körper der komplexen Zahlen. Mit anderen Worten: Es gibt keine echte Körpererweiterung der komplexen Zahlen, auf welche der komplexe Absolutbetrag archimedisch fortgesetzt werden könnte. Ostrowski selbst bezeichnete diesen Satz als „Vollständigkeitssatz“. 
Beide Sätze von Ostrowski stammen aus seiner Arbeit, die 1918 in den Acta Mathematica (Band 41 (1918)) veröffentlicht wurde. Unterschrieben ist sie jedoch schon mit der Datumsangabe „Marburg an der Lahn, April 1916“. 
Aus heutiger Sicht verallgemeinert der Satzes von Gelfand-Mazur diesen Satz von Ostrowski in zweierlei Hinsicht: Zum einen erfüllt ein archimedischer Betrag eine strengere Bedingung als die für den Satz von Gelfand-Mazur vorausgesetzte Norm einer Banachalgebra – an die Stelle der Submultiplikativität einer Norm tritt die Multiplikativität des Absolutbetrages –, und zum anderen müssen Banachalgebren nicht kommutativ sein. Der Satz von Gelfand-Mazur kann kurz und elegant mit transfiniten Methoden (Satz von Hahn-Banach, also mit dem Lemma von Zorn) bewiesen werden.

### Beweis und Folgerungen
Aus dem Vollständigkeitssatz von Ostrowski (und erst recht aus dem Satz von Gelfand-Mazur) lässt sich der Fundamentalsatz der Algebra folgern. Dort ist daher auch der Beweis des Vollständigkeitssatzes von Ostrowski zu finden.

### Verallgemeinerungen des Vollständigkeitssatzes
- Der Satz von Gelfand-Tornheim betrachtet kommutative komplexe Algebren mit Einselement, die als reelle Algebren normiert sind, und trifft die Aussage, dass ihre Elemente stets Spektralwerte haben. Der Satz lässt sich leicht auf nicht-kommutative Algebren ausweiten und impliziert den Satz von Gelfand-Mazur.
- Der Satz von Gelfand-Mazur besagt, dass eine komplexe Banachalgebren mit Eins, die zugleich ein Schiefkörper ist, eindimensional ist, das heißt, mit {\displaystyle \mathbb {C} } identifiziert werden kann: {\displaystyle \mathbb {A} =\mathbb {C} \,1_{\mathbb {A} }}. Infolgedessen ist sie notwendig kommutativ.